# Huang Yaqiong
Huang Yaqiong (en chino: 黄雅琼; Quzhou, 28 de febrero de 1994) es una deportista china que compite en bádminton, en la modalidad de dobles mixto.
Participó en dos Juegos Olímpicos de Verano, obteniendo dos medallas, plata en Tokio 2020 y oro en París 2024, ambas en la prueba de dobles mixto (junto con Zheng Siwei).
Ganó cuatro medallas en el Campeonato Mundial de Bádminton entre los años 2018 y 2023. En los Juegos Asiáticos consiguió cuatro medallas, oro y plata en 2018 y oro y plata en 2022.

## Palmarés internacional
| Juegos Olímpicos   | Juegos Olímpicos       | Juegos Olímpicos | Juegos Olímpicos |
| Año                | Lugar                  | Medalla          | Prueba           |
| ------------------ | ---------------------- | ---------------- | ---------------- |
| 2020               | Tokio (Japón)          | Medalla de plata | Dobles mixto     |
| 2024               | París (Francia)        | Medalla de oro   | Dobles mixto     |
| Campeonato Mundial |                        |                  |                  |
| Año                | Lugar                  | Medalla          | Prueba           |
| 2018               | Nankín (China)         | Medalla de oro   | Dobles mixto     |
| 2019               | Basilea (Suiza)        | Medalla de oro   | Dobles mixto     |
| 2022               | Tokio (Japón)          | Medalla de oro   | Dobles mixto     |
| 2023               | Copenhague (Dinamarca) | Medalla de plata | Dobles mixto     |
| Juegos Asiáticos   |                        |                  |                  |
| Año                | Lugar                  | Medalla          | Prueba           |
| 2018               | Yakarta (Indonesia)    | Medalla de oro   | Dobles mixto     |
| 2018               | Yakarta (Indonesia)    | Medalla de plata | Equipo           |
| 2022               | Hangzhou (China)       | Medalla de oro   | Dobles mixto     |
| 2022               | Hangzhou (China)       | Medalla de plata | Equipo           |